# Wendy Hiller
Dame Wendy Margaret Hiller, DBE (Bramhall, 15 augustus 1912 - Beaconsfield, 14 mei 2003) was een Engels toneel- en filmactrice.

## Biografie
Hiller werd geboren als dochter van Frank Watkin Hiller en Marie Stone. In het begin van de jaren 30 begon ze haar theatercarrière in Manchester. In 1934 maakte ze haar doorbraak met de vertolking van Sally Hardcastle in Love on the Dole. Het toneelstuk werd een groot succes en zorgde voor haar debuut op West End in 1935. In 1937 trouwde ze eveneens met toneelschrijver Ronald Gow.
Door de jaren heen toerde ze door het land heen met het toneelstuk. In 1936 werd het zelfs opgevoerd in New York. Daar werd ze uitgenodigd door George Bernard Shaw om de hoofdrol te spelen in zijn toneelstuk Saint Joan. Naar eigen zeggen kreeg ze weinig tijd voor generale repetities en flirtte hij regelmatig met haar. Ze vroeg hem ook toestemming om de rol van Eliza Doolittle te mogen vertolken in zijn andere toneelstuk Pygmalion, die in dezelfde periode werd opgevoerd. Ze werd later ook gevraagd om Joan te spelen in een Engelse toneeluitvoering, maar dit sloeg ze af, omdat ze het zat was dat personage te spelen. Later vertelde ze dat dit een stomme zet van haar was.
Naast Saint Joan en Pygmalion was Hiller ook te zien in zijn toneelstuk Major Barbara. Shaw was dol op haar en noemde haar een van zijn favoriete actrices. Toen in 1937 het woord kwam dat er een Britse verfilming zou komen van Pygmalion, stond Shaw erop dat Hiller de vrouwelijke hoofdrol kreeg. De film werd een ongekend succes en leidde ertoe dat Hiller genomineerd werd voor een Oscar. Hiermee was ze de eerste Britse actrice die genomineerd werd voor een Academy Award voor een rol in een Britse film. Ze verloor de prijs aan Bette Davis voor haar rol in Jezebel (1938). Haar volgende rol was in nog een verfilming van een toneelstuk van Shaw; Major Barbara (1941).
Hoewel Hiller veel indruk maakte op Shaw, kon ze nauwelijks overweg met zijn collega en producent Gabriel Pascal. Pascal was ook betrokken bij de verfilming van Pygmalion en Hiller vertelde dat ze hem toen zeer irritant vond omdat hij constant de productie ophield. Toen ze op het podium te zien was in Saint Joan, klaagde Pascal regelmatig over haar en vroeg Shaw persoonlijk om haar te vervangen door Katharine Hepburn. Hij was van mening dat het succes van Pygmalion naar haar hoofd was gestegen en daarom de regels niet volgde.
Ze werd na haar rol in Major Barbara (1941) gecast in de Britse film The Life and Death of Colonel Blimp (1943). Ze raakte in deze periode echter zwanger en was genoodzaakt zich terug te trekken. Ze keerde terug naar het theater en toerde in 1943 door het land voor een toneelversie van Twelfth Night. Vervolgens was ze in 1944 op West End te zien naast John Gielgud in Cradle Song. Hierna volgden nog rollen in verscheidene toneelstukken, waaronder in The First Gentleman (1945), Playboy of the Western World (1946) en Tess of the d'Urbervilles (1946). In 1945 speelde ze de hoofdrol in I Know Where I'm Going! (1945), een bekende titel uit de Britse klassieke cinema.
Hoewel ze veel filmcontracten uit Hollywood kreeg aangeboden, besloot ze in 1945 een punt achter haar filmcarrière te zetten om zich volledig te storten op het theater. In 1947 behaalde ze daar haar hoogtepunt, met de vertolking van Catherine Sloper in The Heiress. Deze werd later overgenomen door Beatrice Straight. In de jaren 50 besloot ze weer filmrollen op zich te nemen. Ze was eveneens te zien op televisie in verscheidene series.
Desondanks verliet ze het theater niet. In 1957 werd ze genomineerd voor een Tony Award voor haar rol in het Amerikaanse toneelstuk A Moon for the Misbegotten. Ze bleef werkzaam op Broadway tot en met 1962, toen ze te zien was in The Aspern Papers. In 1959] mocht ze een Academy Award voor Beste Vrouwelijke Bijrol in ontvangst nemen voor haar rol in Separate Tables (1958), waarin ze te zien was naast onder andere Deborah Kerr, Rita Hayworth, David Niven en Burt Lancaster. Ze was niet onder de indruk van de erkenning die ze kreeg en vertelde dat ze liever geld zag dan prijzen. In 1967 kreeg Hiller haar derde en laatste Oscarnominatie, voor haar rol in A Man for All Seasons (1966).
Op het toneel was Hiller in de jaren 60 en 70 vooral te zien in werken van Henrik Ibsen, waaronder When We Dead Awaken (1968), Ghosts (1972) en Peer Gynt (1972). In haar latere jaren in het theater speelde ze vooral rollen in toneelstukken waar ze eerder aan had meegewerkt. In 1988 was ze voor het laatst te zien op West End, in het toneelstuk Driving Miss Daisy. Ondertussen speelde ze bijrollen in verscheidene memorabele films, waaronder Murder on the Orient Express (1974) en The Elephant Man (1980). Haar laatste filmverschijning maakte ze in 1993, met de titelrol in The Countess Alice. Ze overleed in 2003 op 90-jarige leeftijd.